# Бахтин, Анатолий Павлович

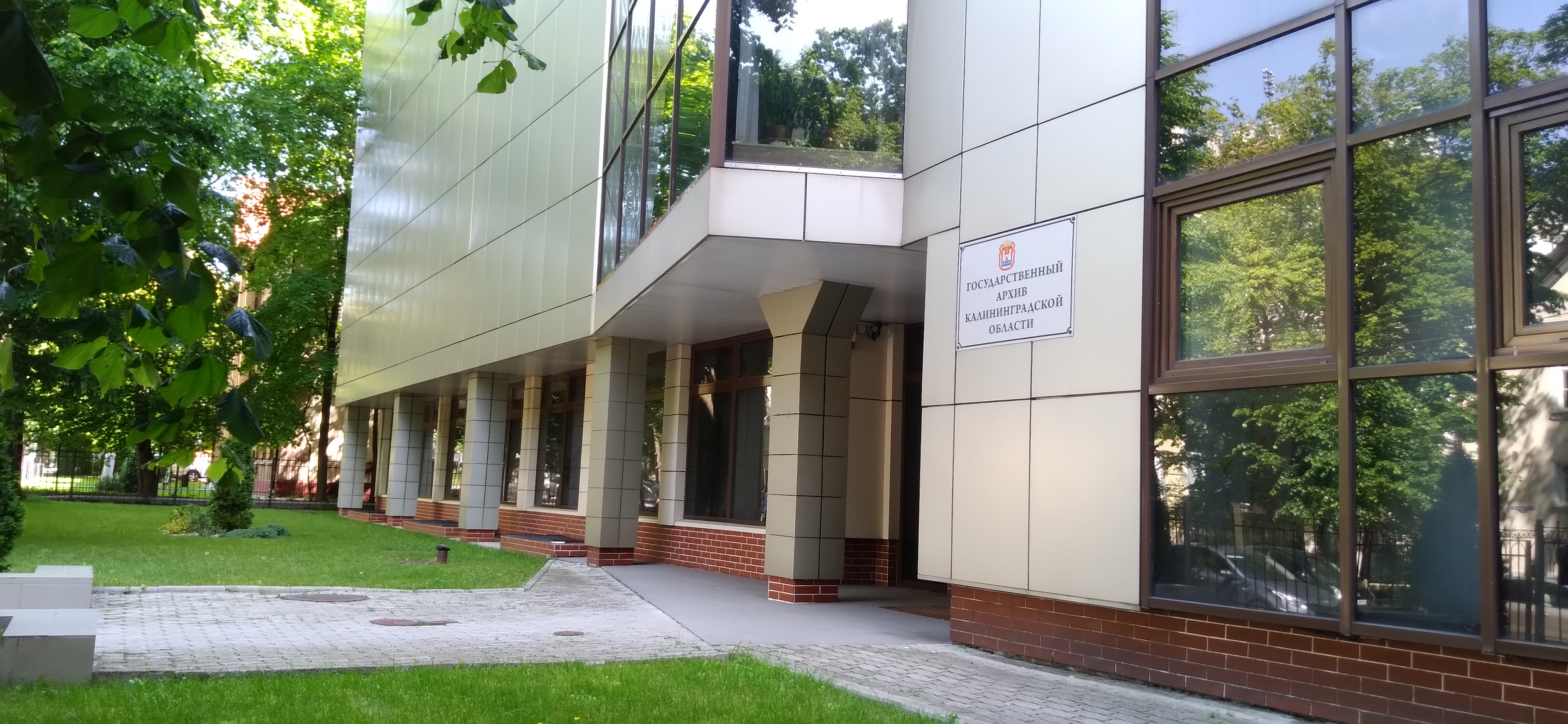
Здание Государственного архива Калининградской области, 2022 г.

Анато́лий Па́влович Ба́хтин (17 января 1949, Калининград, РСФСР — 28 ноября 2023, Калининград, Россия) — калининградский краевед, архивист, художник, фотограф, писатель и знаток истории Тевтонского (Немецкого) ордена.

## Биография
Родился в Калининграде. С детства увлекался историей. В 16 лет начал работать учеником токаря на судостроительном заводе «Янтарь», откуда спустя год ушел в Калининградский рыбный порт. Сменил множество мест работы: завод «Стройдормаш», Калининградская база экспедиционного лова, Калининградский речной порт. Трудился токарем, слесарем, наладчиком машин, матросом. Параллельно закончил Школу рабочей молодежи и поступил в Политехнический техникум, где отучился два с половиной курса и бросил. В конце 1960-х гг. учился на историко-филологическом факультете Калининградского государственного университета, но был отчислен с третьего курса из-за несогласия с точкой зрения коммунистической партии. В 1979 г. поступил, а в 1984 г. закончил Государственный заочный народный университет искусств в Москве (отделение станковой живописи и графики), где получил профессию художника. Закончил и курсы фотографии при студии «Объектив».
Работал фотографом в Областном объединении фотокиноработ, некоторое время был заведующим фотоателье, а в Художественной мастерской Светлогорска работал на должности художника.
В 1984 г. устроился на работу в Государственный архив Калининградской области (ГАКО), где прошёл путь от заведующего лабораторией обеспечения сохранности документов до должности главного архивиста. За время работы в архиве объездил всю Калининградскую область, обследовал и задокументировал все кирхи, замки и имения: фотофиксировал и опрашивал местное население о послевоенной истории памятников. 
В начале 1990 г. научный сотрудник Восточной академии в Люнебурге доктор Герхард Долизен обратил внимание на работу А.П. Бахтина. Доктору Г. Долизену пришла идея сделать эти исследования доступными для общественности. В 1997 г. на основе фотоматериалов А.П. Бахтина была создана передвижная выставка "Забытая культура: Церкви северной Восточной Пруссии" („Vergessene Kultur – Kirchen in Nord-Ostpreußen“). В дополнение к этому в 1998 г. была выпущена одноимённая книга, выдержавшая три переиздания. С большим успехом выставка была представлена в Бонне, Любеке, Дрездене, Эллингене, Гамбурге, Ганновере, Лейпциге, Люнебурге и Ростоке. В 2000 г. за свою исследовательскую деятельность А.П. Бахтин первым среди россиян был удостоен Восточно-прусской научной премии культуры землячества Восточной Пруссии .
В конце 1980-х годов А.П. Бахтин заинтересовался историей Тевтонского ордена. Работал в зарубежных архивах: Тайный государственный архив Прусского культурного наследия (нем.) и Государственный архив в Ольштыне, разрабатывая тему истории ордена. Также сотрудничал с Международной исторической комиссией по изучению истории Немецкого ордена и Восточной академии в Люнебурге. По результатам своих исследований опубликовал статьи и монографии. 
С 2016 года был членом Общественного совета при Службе государственной охраны объектов культурного наследия Калининградской области.
Вместе с занятием историей продолжал заниматься живописью. Большинство его работ посвящено теме Калининградской области и Восточной Пруссии и созданы в стиле, постэкспрессионизм. С 1980 года А.П. Бахтин был членом клуба художников «Время и Мы». Неоднократно участвовал в различных выставочных проектах. Последняя прижизненная персональная выставка состоялась в 2013 г. в стенах ГАКО. 
Был награжден Почетной грамотой Росархива (1999), стал одним из первых лауреатов калининградской премии «Признание» за издательский проект (книга "Замки и укрепления Немецкого ордена в северной части Восточной Пруссии") и достижения в культурной и научной деятельности (2007).
После долгой и тяжёлой болезни скончался 28 ноября 2023 г. в Калининграде. Похоронен на старом кладбище Калининграда. В ГАКО начато формирование личного фонда А.П. Бахтина, куда войдут все материалы, отражающие его многостороннюю деятельность.

## Память
Летом 2024 г. в Арт-деревне Витланд (Калининградская область, Приморск, Калининградское шоссе, 43) состоялась вторая персональная выставка Анатолия Павловича под названием "Не историк Бахтин". В день рождения А.П. Бахтина, 17 января 2025 г., в ГАКО была открыта выставка "Памяти А.П.Бахтина (1949-2023)", где были представлены некоторые его фотографии, сделанные на территории Калининградской области, а также некоторые живописные работы.
Калининградский журналист и писатель Александр Адерихин посвятил свой роман "Кисет с землёй и кровью", вышедший в 2025 г., Анатолию Павловичу Бахтину.

## Оценки
"— Анатолий Павлович — очень светлый человек <...> На критику всегда реагировал спокойно, с отвечающей жизненному опыту мудростью. Благодарность принимал с достоинством <...> Его увлечение историей Тевтонского ордена было многогранным, и он умел быть преданным делу: постоянно вынашивал новые замыслы и, что не так часто бывает у творческих людей, доводил их до конца. Останется несколько книг и статей, большая коллекция документов в областном архиве, своеобразным символом которого Палыч долгие годы оставался в глазах многих..." 
Илья Дементьев, к.и.н., доцент БФУ им. И. Канта
" — Мы постоянно были в тесном контакте, он многим мне помог. История моих изысканий, моя научная деятельность проходила на его глазах. Он радовался моим публикациям, интересным находкам. Анатолий Павлович был светлым, чистым, не сребролюбивым. Занимался изучением восточно-прусского наследия не ради грантов, не ради гонораров. Он просто жил этим, это была его судьба... " 
Константин Скворцов, археолог, научный сотрудник Института археологии РАН.
" — У меня в последнем «Местном времени» он записан как один из хранителей города. Их немного, этих хранителей, и Бахтин был одним из них. Из тех, благодаря кому у города есть память и достоинство, кто позволяет городу оставаться собой, несмотря на все внутренние и внешние изменения <...> Если вы обращаетесь к памяти, истории, исследованию города, вы не обойдете Анатолия Бахтина. Как только пытаешься узнать что-то более детальное про Тевтонский орден и другие исторические вопросы, волей-неволей выходишь на него. Он был в этом смысле уникальной кладезью. При написании своих книг я всегда обращался к нему. Первые книги писал прямо там, в архиве, и донимал его. Мы, молодые, обращались к Анатолию Павловичу как к светочу — нас много, а он свои книги пишет. Разрывался между своей работой и нами, но не оставлял без внимания и своего знаменитого кофе.
В 90-е годы у него был кофейный клуб в архиве, там стоял пионерский горн, он дудел в него в час дня, и к этому времени подходила калининградская интеллектуальная элита тех времен..." 
Александр Попадин, писатель, культуролог.

## Основные работы
Художественные произведения:
- Бахтин А. П. Краткая история кофе в Пруссии / А.П. Бахтин // Запад России. — 1994. — № 2 . — С. 96-105.
- Понарт А.П.Б. 3 мировая / А.П.Б. Понарт. — Кёнигсберг-Королевец: Изд-во ВПК, 2011. — 281 с.

Книги:
- Bachtin A., Doliesen G. Vergessene Kultur: Kirchen in Nord-Ostpreußen; eine Dokumentation / Anatolij Bachtin, Gerhard Doliesen. — Husum: Husum, 2000. - 264 s.
- Бахтин А.П. Замки и укрепления Немецкого ордена в северной части Восточной Пруссии: Справочник / Авт.-сост. А.П. Бахтин, под ред. В. Ю. Курпакова. — Калининград: Терра Балтика, 2005. — 208 с.: ил.
- Бахтин А.П. Прусский след Ковчега Завета / А.П. Бахтин. — Калининград: Капрос, 2012. — 303 с.: ил.
- Бахтин А.П. Немецкий орден / А.П. Бахтин. — Калининград: Живём, 2020. — 1072 с.: ил.

Статьи:
- Бахтин А.П. Кёнигсбергские кирхи / А.П. Бахтин //  Запад России. — 1994. — № 4 (12). — С. 167-176.
- Бахтин А. П. История капеллы святого Адальберта / А.П. Бахтин // Калининградский католический вестник. — 1994. — № 1. — С. 7.
- Бахтин А.П. Фрески кирхи Лихтенхаген / Скворцов К. Н., Бахтин А. П. // Квадрат. — 1997. — № 2. — С. 42-43.
- Бахтин А.П. Тевтонский орден как фактор становления Московского государства / А.П. Бахтин // Калининградские архивы. — 2001. —Вып. 3. — С. 12-20.
- Бахтин А.П. Орден братьев рыцарской службы Христу в Пруссии (Добжинский) / А.П. Бахтин // Балтийский альманах. — 2002. — № 3. — С. 53-57.
- Бахтин А.П. Ситуация с памятниками культуры в Калининградской области на 2002 г. / А.П. Бахтин // Восточная Пруссия. История. Культура. Искусство: сб. науч. ст. — 2003. — Вып. 1. — С. 206-213.
- Бахтин А.П. История замка Кёнигсберг / А.П. Бахтин // Калининградские архивы. — 2004. — Вып. 6. — С. 119-131.
- Бахтин А.П. Состояние памятников истории и культуры в Калининградской области / А.П. Бахтин // На перекрестке культур: русские в Балтийском регионе. — 2004. — Вып. 7. — С. 206-215.
- Бахтин А.П. Орденские оборонительные сооружения на территории Пруссии / А.П. Бахтин // Оборонительные сооружения Юго-Восточной Прибалтики: сб. науч. ст. — 2005. — С. 30-44.
- Бахтин А.П. Орденские замки на территории современной Калининградской области и их взаимосвязь с ландшафтом / А.П. Бахтин // Оборонительные сооружения Европы и Восточной Пруссии: сборник материалов второй международной конференции. — 2006. — С. 8-16.
- Бахтин А.П. Пауль Скалих и герцогство Пруссия / А.П. Бахтин // Калининградские архивы. — 2007. —Вып. 7. — С. 87-103.
- Бахтин А.П. Орденские камеральные замки: функции и значение / А.П. Бахтин // Оборонительные сооружения Европы и Восточной Пруссии: изучение, вопросы консервации, реставрации и возможности использования: сборник материалов третьей международной конференции. — 2008. — С. 41-45.
- Бахтин А.П. Немецкий орден в Палестине / А.П. Бахтин // Калининградские архивы. — 2008. — Вып. 8. — С. 41-71.
- Бахтин А.П. Цыганская хиромантия вместо истории: Рецензия на русский перевод книги Анри Богдана "Тевтонские рыцари" / А.П. Бахтин // Балтийские исследования. — 2010. — Вып. 6. — С. 166-178.
- Бахтин А.П. Орден и епископства в Пруссии XIII века / А.П. Бахтин // Studia Teutonica. Исследования по истории Немецкого ордена. — 2012. — С. 27-37.
- Бахтин А.П. Внутренние и внешнеполитические проблемы Тевтонского ордена в Пруссии и Ливонии в конце 1230 - начале 1240-х годов / Анатолий Бахтин // Ледовое побоище в зеркале эпохи: сборник научных работ, посвященный 770-летию битвы на Чудском озере / Сост. и отв. ред М.Б. Бессуднова. — Липецк: Липецкий государственный педагогический университет, 2013. — С. 166-181
- Бахтин А.П. Завоевание Пруссии Тевтонским орденом по остаточному принципу / А.П. Бахтин // Калининградские архивы. — 2013. — Вып. 10. — С. 20-35.
- Бахтин А.П. Ситуация с памятниками культурного наследия в Калининградской области / Бахтин А.П. // Слово.ру: Балтийский акцент. — 2014. — № 1. — С. 91-106.
- Бахтин А.П. Немецкий (Тевтонский) орден в Испании / А.П. Бахтин // Калининградские архивы. — 2015. — Вып. 12. — С. 57-64.
- Бахтин А.П. Пилигримы-крестоносцы в Пруссии / А.П. Бахтин // Калининградские архивы. — 2016. — Вып. 13. — С. 53-63.
- Бахтин А.П. Страницы истории: стадионы Кёнигсберга-Калининграда / Анатолий Павлович Бахтин // Культура Калининград. — 2018. — Вып. 2. — С. 170-181.
- Бахтин А.П. Служба связи Немецкого ордена / А.П. Бахтин // Время музеев: сб. ст. — 2020. — Вып. 3. — С. 374-382.
- Бахтин А.П. Историческая справка производства кирпича в Восточной Пруссии / А.П. Бахтин // Шилов Д.А. Кирпич Восточной Пруссии. — Мамоново: [б. и.], 2021. — С. 14-18.

Редактирование:
- Фойгт И. История "Союза ящерицы" в Пруссии / Иоганнес Фойгт; изд. подгот. Д.Д. Радинович, науч. ред. А.П. Бахтин, пер. А.В. Саленко. — Калининград: Живём, 2023. — 336 с.: ил.

Составитель:
- Замки Восточной Пруссии: старые и современные фотографии: исторические справки: справочник для жителей и гостей Калининградской области / Сост. А.П. Бахтин. — Калининград: Горизонт, 2009. — 74 с.: ил. — (Достопримечательности Калининградской области)
- Каталог объектов культурного наследия Калининградской области: [в 4 т.] / Сост. Е. В. Суздальцев, Л. Н. Копцева, А.П. Бахтин, А. А. Бедарев, О. И. Васютин и др.; гл. ред.-сост. А.М. Тарунов. — Калининград, 2005.
- Кирхи Восточной Пруссии: старые и современные фотографии: исторические справки: справочник для жителей и гостей Калининградской области / Сост. А.П. Бахтин. — Калининград: Горизонт, 2009. — 73 с.: ил. — (Достопримечательности Калининградской области)
- Оборонительные сооружения Кёнигсберга: старые и современные фотографии: исторические справки: карта-схема: справочник для жителей и гостей города / Сост. А.П. Бахтин. — Калининград: БалтПромо, 2011. — 74 с.: ил. — (Достопримечательности Калининградской области)
- Памятники истории и культуры: Т. I: Калининград / Сост. Кулаков В.И., Бахтин А.П., Чебуркин Н.И. — Москва: Лето-Пресс, 2005. — 313 с.: ил.
- Памятники истории и культуры: Т. II: Калининградская область / Сост. Кулаков В.И., Бахтин А.П., Чебуркин Н.И. — Москва: Лето-Пресс, 2005. — 349 с.: ил.

## Видеоматериалы
- Короли и замки: Крестовый Поход в Пруссию: [док. фильм] / Режиссер: Алексей Артишевский; операторы: Анатолий Беляев, Виталий Белоусов [и др.]; консультанты: Анатолий Бахтин, Евгений Калашников; студия "ТВ-4". — 2007. — 44 мин. 59 сек.
- История в людях Альбрехт Гогенцоллерн: [док. фильм] / Сценарий: Евгений Морозов; режиссеры: Евгений Спиваков и Евгений Морозов [и др.]; в программе принимали участие: Анатолий Бахтин, Александр Смирнов [и др.]. — 2013. — 23 мин. 13 сек.
- Тайны замков Восточной Пруссии: в поисках Ковчега Завета: [по книге Анатолия Бахтина "Прусский след Ковчега Завета"] / Автор и монтаж: Анна Вернер (Остроухова); оператор постановщик: Максим Вернер [и др.]; студия "Чаплин", АНО «ОТР». — 2018. — 23 мин. 26 сек.
- Интервью с автором книги "Немецкий орден" А.П.Бахтиным / Марина Островская. — 2020. — 20 мин. 07 сек.
- Анализ состояния орденских замков до и после 1945 г.: [доклад А.П. Бахтина, прочитанный им 28 октября 2021 г. на I Международном научно-практическом форуме "Место соприкосновения: Восток и Запад"] / Международный научно-практический форум "Место соприкосновения: Восток и Запад". — 2021. — 42 мин. 08 сек.
- Замки Пруссии: вчера, сегодня: [док. фильм] / Проект "История. Люди. Память"; [в программе принимал участие Анатолий Бахтин]. — 2021. — 25 мин. 26 сек.
- Готика по-(п)русски: Анатолий Бахтин: [подкаст "Готика в России"] / Артём Нойер. — 2023. — 38 мин. 21 сек.
- Фото выставка в Гос. архиве Калининградской области «Памяти А.П. Бахтина (1949-2023)». Калининград / Сердце Балтики. Двое из Калининграда. — 2025. — 8 мин. 52 сек.